# BUZZ ROCK
BUZZ ROCK（バズロック）は、FM大阪で1999年4月から2024年4月27日まで放送されていた番組。
ジャパニーズロック、V-ROCK、インディーズを応援している。
また番組オフィシャルライブイベント『FM OSAKA“BUZZ ROCK”presents BUZZ MANIAX』が毎年開かれていた。
2024年4月に放送開始から25年を迎えたが、同月27日の放送をもって最終回となった。

## 放送時間
- 土曜日 27:00 - 27:55

過去の放送枠(順不同)
- 水曜日 25:30 - 26:00
- 木曜日 25:00 - 26:00(Part1)、26:30 - 27:00(Part2)
- 金曜日 21:00 - 21:55
- 日曜日 25:30 - 26:00
- 月曜日 21:00 - 21:55
- 月曜日 21:30 - 21:55
- 月曜日 20:00 - 20:55
- 月曜日 18:00 - 18:55

番組自体は水曜深夜や金曜夜などに移動を繰り返している。その後2019年9月までは月曜夕方に放送され、翌10月以降は土曜深夜に放送された。

## DJ
- 下埜正太

## BUZZ MANIAX (live ivent)
2008/5/18 「BUZZ MANIAX」@なんばHatch ACT:Plastic Tree ×LM.C ×Mix Speaker's,Inc. ×宇宙戦隊NOIZ
2008/12/01 「BUZZ MANIAX」@なんばHatch ACT:清春×シド
2009/08/21 「NATSU BUZZ」 @なんばHatch ACT:彩冷える×D’espairsRay×Kra×Mix Speakers’s,Inc 
2009/09/09 「BUZZ MANIAX」@なんばHatch ACT:ムック×Alice Nine×9GOATS BLACK OUT
2010/08/22 「BUZZ MANIAX」@なんばHatch ACT:Angelo×D×Sadie
過去
- 藤沢俊一郎
- 庄司悟